# Федосєєв Григорій Онисимович
Григорі́й Они́симович Федосє́єв (рос. Григорий Анисимович Федосеев; 1899–1968) — радянський письменник, інженер-геодезист.

## Біографія
Григорій Федосєєв народився 7 (19) січня 1899 року в станиці Кардоникській (зараз Зеленчукського району Карачаєво-Черкесії). У 1926році закінчив Кубанський політехнічний інститут. У 1930-х роках переїжджає до Новосибірська, де працює інженером, бере участь у польових геодезичних роботах в Забайкаллі і Східних Саянах. 1938 року він стає начальником загону, а пізніше — начальником експедиції, керує топографічними роботами на річці Ангарі, на Середній і Нижній Тунгусках, досліджує Яблоневий та Становий хребти, Охотське узбережжя, Джугджурський хребет. Крім того, Федосєєв брав участь у створенні карт районів Братської, Усть-Ілімської, Богучанської та Зейської ГЭС, БАМу. У 1948 році закінчив Новосибірський інститут інженерів геодезії, аерофотозйомки і картографії.
Під час експедицій Григорій Онисимович зібрав і передав в дар Академії наук велику колекцію рослин, птахів, шкір і рогів представників фауни Сибіру і Далекого Сходу.
Перша збірка оповідань Федосєєва — «Тайгові зустрічі» (рос. Таёжные встречи) — був опублікований у 1950 році. Використовуючи записи свого щоденника, він надалі став співпрацювати з журналом «Сибирские огни», в якому під рубрикою «Записки бувалих людей» стали друкуватися його розповіді. У 1956 році Григорій Федосєєв за станом здоров'я переїжджає в Краснодар, де пише свої основні твори.
Письменник раптово помер у Москві, не доживши півроку до 70-річчя, у 1968 році. За заповітом, одна з двох урн з його прахом була похована в Саянах, в відрогах найвищого піку Східного Саяна — Грандіозного, на перевалі Іден, що отримав згодом ім'я Григорія Федосєєва; інша — в Краснодарі на Слов'янському кладовищі. У Саянах друзями і соратниками — Кирилом Лебедєвим, Трохимом Пугачовим і Михайлом Куцім — був поставлений обеліск із золотистого оксидованого металу, у восьмигранній підставі якого була замурована одна з урн з прахом письменника. На одній з граней відлиті його слова:
|  | …Карта… Як просто на неї дивитися і як не просто, часом болісно важко створювати її! |

Крім того, на честь письменника була названа вершина з координатами 55°36′9″ пн. ш. 131°15′3″ сх. д. / 55.60250° пн. ш. 131.25083° сх. д. і абсолютною висотою 2007 метрів. Перевал з координатами 55°41′6″ пн. ш. 131°13′7″ сх. д. / 55.68500° пн. ш. 131.21861° сх. д. і абсолютною висотою 2010 метрів носить ім'я одного з героїв творів Федосєєва — Улукіткана. Ці географічні позначки розташовані в точці, де сходяться хребти Становий і Джугдир. Поруч вододіл гірських річок, що впадають у Лену та Уду.

## Літературна діяльність
Більшість творів Федосєєва надруковані в 1952—1989 роках видавництвами «Молодая гвардия», «Художественная литература», «Современник» та «Детская литература».
Видання повісті «Мічений» (рос. Меченый) було підготовлено Марком Ліберовичем Гофманом, матеріали до якого потрапили вже після смерті автора. «Місцями доводилося писати самому замість автора, — згадує Гофман, дотримуватися його стилю. Рукопис складалася з розрізнених шматків. Автор не встиг привести його в належний вигляд».
Серед оповідань і повістей Федосєєва:
- Тайгові зустрічі (рос. Таёжные встречи);
- Загадки лісу (рос. Загадки леса);
- У лещатах Джугдира (рос. В тисках Джугдыра);
- Злий дух Ямбуя (рос. Злой дух Ямбуя);
- Останнє багаття (рос. Последний костёр);
- Мічений (рос. Меченый);
- Ми йдемо по Східному Саяну (рос. Мы идём по Восточному Саяну);
- Пашка з Ведмежого лога (рос. Пашка из Медвежьего лога);
- Смерть мене почекає (рос. Смерть меня подождёт);
- Стежкою випробувань (рос. Тропою испытаний);
- Пошук (рос. Поиск).

Основні твори письменника багаторазово виходили болгарською, чеською, німецькою, угорською, словацькою, польською, фінською, англійською, бенгальською, французькою, голландською, шведською мовами та на івриті.